# Tympanota postrubidaria
Tympanota postrubidaria är en fjärilsart som beskrevs av Rothschild 1915. Tympanota postrubidaria ingår i släktet Tympanota och familjen mätare. Inga underarter finns listade i Catalogue of Life.